# Mathis Type G
La Type G era un'autovettura di fascia media, prodotta tra il 1924 ed il 1929 dalla casa automobilistica francese Mathis.

## Profilo
Obiettivo della Type G e delle sue derivate fu quello di proporre al pubblico una vettura di classe media che andasse a prendere il posto della Type SB, che aveva mire da vettura media, ma che di fatto appariva parzialmente limitata nei suoi obiettivi, a causa della cilindrata troppo bassa (montava un propulsore da 1.1 litri). D'altro canto, la Type SB non vendette male, ma i detrattori tendevano ad indicarla come una "limousine" o una "landaulet" dei poveri. Fu così che nel settembre 1923 fu presentato il primo prototipo della futura Type G, equipaggiata da un'unità da 1.5 litri, quindi decisamente superiore all'unità motrice della sua antenata, e già all'inizio del 1924 la Type G fu lanciata sul mercato.
Si trattava di una vettura proposta principalmente come torpedo o come berlina, ma anche come taxi con carrozzeria landaulet.
Montava un motore a 4 cilindri da 1453 cm³, in grado di erogare una potenza massima di 22 CV. Tale motore possedeva la testata separata dal monoblocco ed aveva la distribuzione a valvole laterali. La trasmissione prevedeva una frizione a dischi multipli in bagno d'olio ed un differenziale al retrotreno. Il cambio era a 4 marce. L'impianto frenante era a tamburi sulle quattro ruote. Il telaio aveva un passo di 3.10 m. La velocità massima era di circa 75 km/h.
Contemporaneamente alla Type G fu lanciata anche la Type GM, una versione di cilindrata superiore, 1616 cm³, in grado di erogare 25 CV di potenza massima e di raggiungere gli 80 km/h di velocità massima. Il resto della meccanica riprendeva quella della Type G, almeno per i primi anni di produzione.
La Type GM fu la componente della famiglia della Type G commercializzata per più tempo, e durante tale arco di produzione fu proposta in diversissime varianti di carrozzeria: oltre a quelle previste per la normale Type G vi furono anche la cabriolet, la coach, la limousine ed una coupé denominata "faux cabriolet" (falsa cabriolet), in quanto si trattava di una coupé con tetto in lamiera che riprendeva la stessa linea della capote chiusa nella versione cabriolet. Oltre a tali versioni ve ne furono alcune destinate ad un uso commerciale. Si trattava di una versione dal carattere più sportiveggiante rispetto a quello della Type G. Pertanto adottò una telaio dal passo più corto di 15 cm rispetto a quello della Type G.
Nel 1925 furono introdotte tre nuove versioni derivate: la Type GP, la Type GMC e la Type GMG. La prima era una versione sportiveggiante che sul telaio della Type GM montava una nuova versione del motore da 1453 cm³ di derivazione Type G. Tale nuovo motore aveva la distribuzione a valvole in testa e ciò permise un guadagno di potenza relativamente sensibile, passando da 22 a 28 CV. La velocità massima era di 90 km/h.
La seconda versione proposta, la Type GMC, era una versione particolare pensata per quei Paesi dal clima torrido. Montava quindi alcune migliorie adatte a tali ambienti, come per esempio un sistema di aerazione dell'abitacolo molto migliorato rispetto a quello delle altre versioni. Disponibile unicamente come torpedo, montava il motore da 1.6 litri della Type GM.
La terza versione lanciata nel 1925, ossia la Type GMG, non era altro che una Type G con motore da 1.6 della Type GM. Tale versione era pensata per un utilizzo commerciale, e il telaio fu quindi rinforzato per aumentarne la portata massima. Fu comunque commercializzata anche come torpedo e come taxi-landaulet.
All'inizio del 1927, la Type G fu tolta di produzione e le versioni rimaste furono oggetto di una modifica alla frizione, che divenne monodisco a secco.
Pochi mesi dopo furono tolte di produzione le tre versioni lanciate nel 1925 e rimase in listino unicamente la Type GM.
Nel 1929, anche tale versione fu tolta dal listino.